# Мєшкове
Мєшкове — село в Шебекинського району Білгородської області.

## Географія
Село Мєшкове розташоване на дорозі, що йде з Максимовки до Терезовки. До Мєшкового примикають хутори Бабенков та Стадников. На південь від села знаходиться балка Великий Яр, на захід — балка Долгіна. За 4 кілометри від села проходить кордон з Україною. Найближче село в Україні — Дігтярне.

## Населення
| 2002 | 2010 |
| ---- | ---- |
| 508  | ↗528 |

## Об'єкти соціальної сфери
- Загальноосвітня середня школа
- Дитячий садок
- Фельдшерсько-акушерський пункт
- Будинок культури
- Бібліотека[4]